# Ras och intelligens
Sambandet mellan det som förr kallades ras och intelligens, idag mellan etnicitet, genetiskt kluster eller nationalitet, och intelligenskvot (IQ), har länge varit en frågeställning inom rasbiologin och ett studieområde inom forskning om intelligens/intelligenstester. Frågan har rönt uppmärksamhet från det att intelligenstester började användas brett vid slutet av första världskriget fram till 1980- och 1990-talet.
Pseudovetenskapliga påståenden om inneboende skillnader i intelligens mellan raser har spelat en central roll i historien om vetenskaplig rasism. De första testerna som visade skillnader i IQ-poäng mellan olika befolkningsgrupper i USA var testerna av amerikanska armérekryter under första världskriget. På 1920-talet hävdade grupper som förespråkade eugenik att dessa resultat visade att afroamerikaner och vissa invandrargrupper var av sämre intelligens än anglosaxiska vita människor, och att detta berodde på inneboende biologiska skillnader. I sin tur använde de sådana övertygelser för att rättfärdiga politik för raslig segregation. Andra studier dök dock snart upp och ifrågasatte dessa slutsatser och argumenterade istället för att armétesterna inte hade kontrollerat tillräckligt för miljöfaktorer, såsom socioekonomisk och utbildningsmässig ojämlikhet mellan svarta och vita människor. Senare observationer av fenomen som Flynn-effekten och skillnader i tillgång till prenatal vård har också betonat sätt på vilka miljöfaktorer påverkar gruppskillnader i IQ. Under de senaste decennierna har närstående förståelse för mänsklig genetik har framskridit, har påståenden om inneboende skillnader i intelligens mellan raser i allmänhet avvisats av forskare på både teoretiska och empiriska grunder.
På individnivå anses kognitiv förmåga vara påverkad både av uppväxtmiljö och de gener personen har ärvt av sina föräldrar. Heritabiliteten för intelligens brukar skattas någonstans mellan 0.5 och 0.7. På gruppnivån har dock hypotesen om att biologiskt arv skulle förklara de skillnader i medel-IQ som uppmätts mellan etniska grupper inte fått stöd av den större forskargemenskapen. År 1950 publicerades en rapport av Unescos vetenskapspanel, som skriver att det saknas bevis för skillnader mellan folkgruppers medfödda mentala egenskaper, vare sig i fråga om intelligens eller temperament. Som framgår nedan har forskning från 1990-talet resulterat i konsensus om att rasbegreppet inte är applicerbart på människor och ifrågasatt intelligenstesters möjlighet att kunna mäta eventuellt medfött samband mellan intelligens och etnicitet oberoende av folkhälsa, socioekonomiska och kulturella faktorer.

## Ras och etnicitet

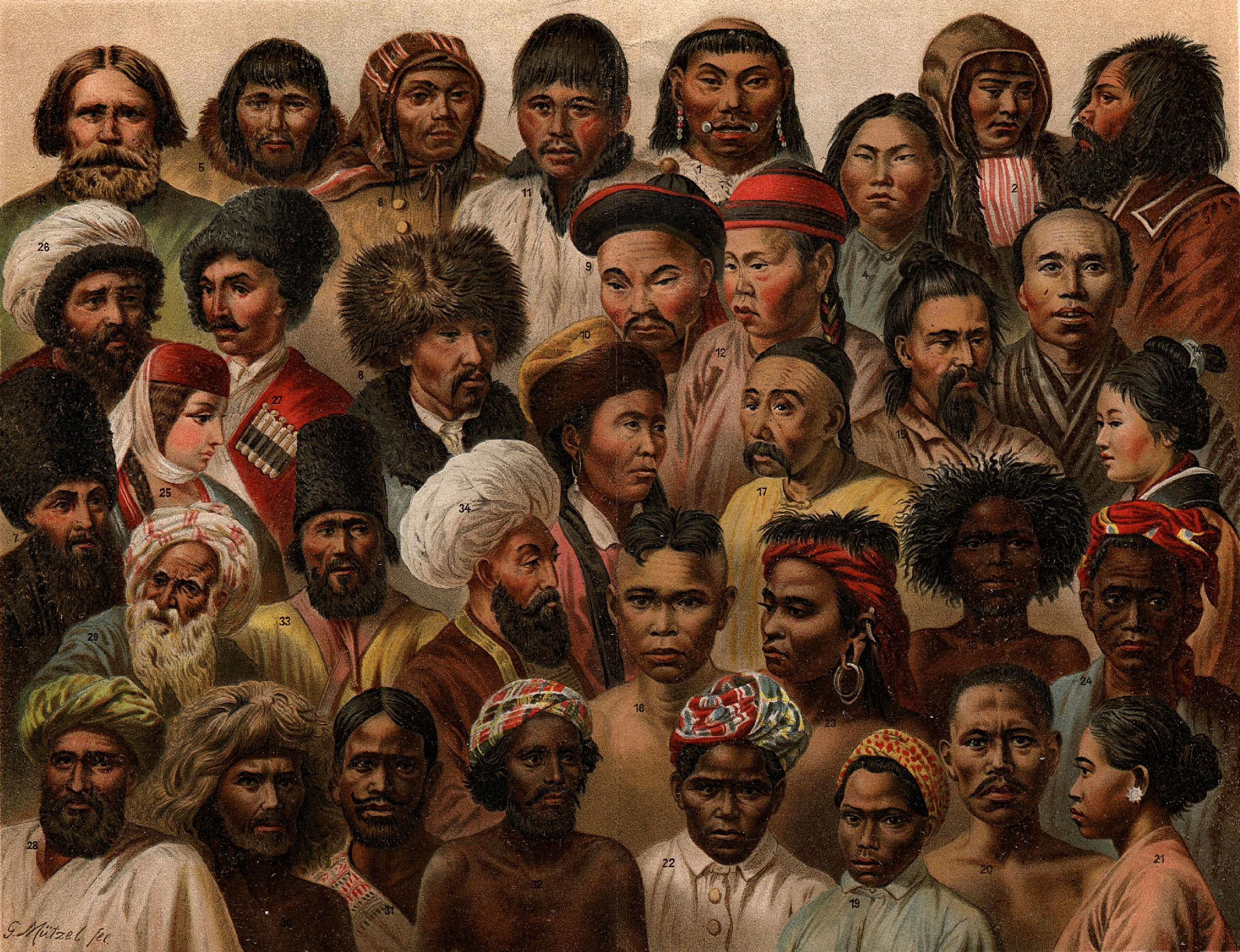
Folk från Asien ur Nordisk Familjebok 1904.

Människorasbegreppet som utgår från ärftliga egenskaper, började definieras för vetenskapliga studier på 1800-talet. Före andra världskriget definierades ras utifrån yttre karakteristika, som kranieform och hudfärg inom rasbiologin. Under efterkrigstiden försökte man komplettera denna definition, främst baserat på egenskaper i blodet, som förekomster av olika blodgrupper och sickelcellsanemi. När den genetiska koden började kartläggas i slutet av 1900-talet så fann man att de genomer som ger upphov till de karakteristika som definierat ras var få och oberoende av andra. Man fann att något väldefinierat rasbegrepp utifrån genetiska egenskaper inte går att påvisa.  Dagens genetiker studerar statistiska skillnader i förekomsten av genetiska haplogrupper i olika folkgrupper, arkeologiska kulturer och kontinenter när man undersöker människans urhistoria och olika folks migrationsmönster och släktskap sinsemellan. Istället för att använda rasbegreppet föredrar genetiker begreppen genetiskt kluster och genetisk blandning (genetic admixture) för att beskriva skillnader i frekvens av haplogrupper som finns mellan människor med rötter i olika delar av världen.
Begreppet ras har använts allmänt i vardagsspråk ("kaukasier"/vita, "mongolider"/östasiater, "negrer"/svarta afrikaner et cetera) och används fortfarande i många länder. I USA för man exempelvis officiell statistik på hur många procent svarta, vita, asiater och latinamerikaner som bor i landet. Användningen inom vetenskapliga kretsar som indelningsgrund av människor utifrån ärftliga egenskaper har dock varit omdebatterad och har numera i stort upphört. Nazismens övergrepp på romer och judar i rasismens namn gjorde användandet av termen extra kontroversiellt, vilket ledde till att speciellt samhällsvetare, främst antropologer och sociologer, ifrågasatte begreppet, och att användandet av rasbegreppet i utomvetenskapliga diskussioner ofta kopplades samman med rasism.
I flera sammanhang och relativt tidigt under efterkrigstiden började begreppet etnicitet användas istället för ras och där rastillhörighet ersattes med tillhörighet till en etnisk grupp, det vill säga en kultur. I och med att etnicitet sätts i centrum blir frågan om miljö (inklusive kulturella faktorer) och arvs relativa betydelse fundamental för förståelsen av debatten, vad gäller orsaken till individuella och kollektiva skillnader i kognitiva förmågor.

## Intelligensmätning

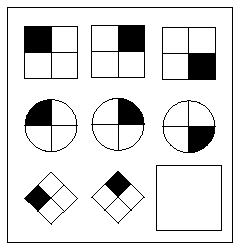
Fråga från intelligenstest av typen Ravens matriser.

Intelligenstester började användas i början av 1900-talet. Intelligenskvot (IQ) utformades som ett normerat mått på resultatet av intelligenstest, där 100 motsvarar genomsnittet i en åldersgrupp. IQ-testers utformning standardiseras enligt Wechsler Adult Intelligence Scale (WAIS) så att IQ-värdet utgör en sammanvägning av flera olika typer av intelligenser. IQ-tester utformas så att de i hög grad mäter generell intelligens (g-faktorn), det vill säga ett värde som skolbetyg i många ämnen, och resultaten av många olika sorters intelligenstester, är korrelerade med. Ravens matriser anses vara den metod som bäst mäter g-faktorn.
Huruvida västerländska intelligenstester också är rättvisande mått på verklig intelligens och kognitiv förmåga i andra kulturer råder det än idag inte någon konsensus om..
Länge ansågs den generella intelligens som testerna avser mäta vara medfödd och oföränderlig, men idag betraktas det som något som kan förbättras bland små barn genom exempelvis vaccination, inlärning och näringsrik kost. Tvillingstudier visar att enäggstvillingar som växer upp åtskilda i familjer med olika grad av studietradition och stimulerande miljö utvecklar olika nivå av generell intelligens[källa behövs],  även om deras intelligensprofiler visar styrkor och svagheter på samma områden. Att de uppmätta värdena för större populationer successivt ökat (den så kallade Flynneffekten) är också en stark indikation på att testerna inte enbart mäter något baserat på arv. En förklaring som föreslagits till Flynneffekten är minskad mängd infektionssjukdomar bland världens befolkning.

## Synsättet på frågeställningen under historiens lopp

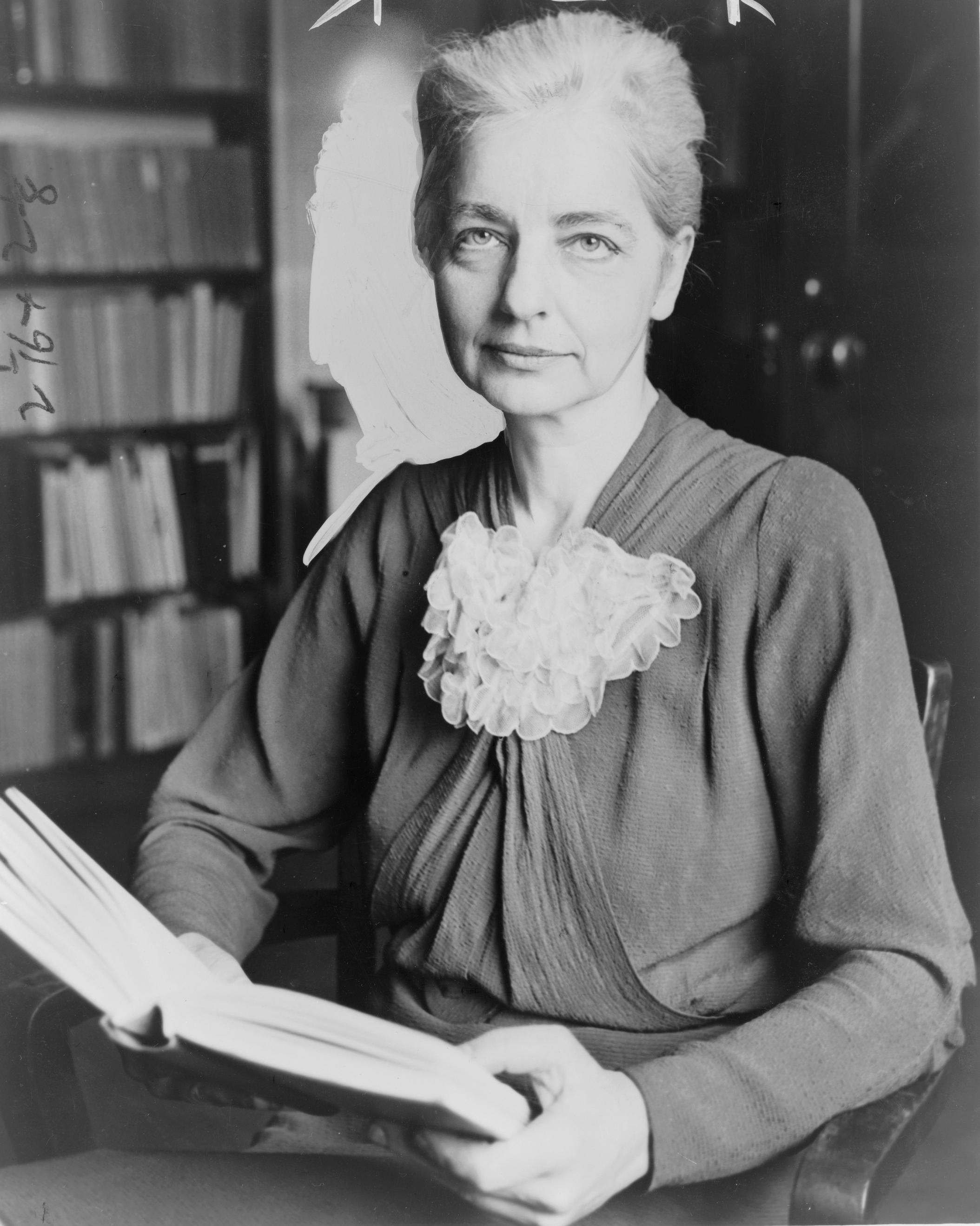
Ruth Benedict var en antropolog som tidigt ifrågasatte att "olika mänskliga raser" skiljer sig åt intelligensmässigt.

Under 1800-talet och det tidiga 1900-talet var det en utbredd uppfattning att det fanns skillnader i hjärnans strukturer och storlek mellan olika raser, vilket också undersöktes. Från 1916 började intelligenstester användas i USA:s armé och från 1919 i skolor och företag i USA. Resultatet från dessa undersökningar, som visade skillnader mellan olika folkgrupper/raser, användes sedan som argument både i frågan om att invandringen till USA borde begränsas till vissa grupper och även om eugenik vore önskvärt. På 1920-talet växte insikten att uppväxtmiljön spelade stor roll i testresultaten, som inledningsmässigt inte ens justerats för testpersonernas olika kunnighet i det språk som användes i testet. I mitten av 1930-talet hade de flesta amerikanska psykologer tagit ståndpunkten att både arv och miljö påverkade resultaten. Detta låg också i linje med det allmänna avståndstagande till nazisternas övergrepp i Europa och deras syn att ras och intelligens följs åt.
År 1950 publicerade UNESCO en rapport, The Race Question, där en panel av vetenskapsmän som bestod av sociologer sammanfattade forskningsläget med According to present knowledge there is no proof that the groups of mankind differ in their (..) intelligence or temperament. (Enligt den nuvarande kunskapen finns det inga bevis att grupper av människor skiljer i deras (..) intelligens eller temperament). Rapporten kom att mötas av kritik men ledde ändå till att forskning kring samband mellan ras och intelligens i det närmaste upphörde, även om förfiningar av tester och tydligare rasdefinitioner fortsatte intressera forskare. Rapporten var starkt påverkad av åsikter kring efterkrigstiden och till största del skriven av sociologer snarare än biologer och antropologer. Rapporten sade även att det inte finns några personlighetsskillnader eller intellektuella skillnader mellan olika grupper, ett ställningstagande som ändrades i senare versioner.
År 1965 höll William Shockley, nobelpristagare i fysik, ett uppmärksammat föredrag om "problemet" med den genetiska tillbakagången i befolkningen utifrån den vita rasens relativa tillbakagång i USA.  Detta ledde till kontakter med den rasbiologiska forskningsstiftelsen Pioneer Fund som sedan kom att finansiera Shockleys forskning i denna fråga. En av de som studerade vid Shockley institut var Arthur Jensen som innan dess varit anhängare av miljöns betydelse för att förklara skillnader i intelligens men efter denna tid, 1966-1967, kom att bli en av de främsta förespråkarna för arvets betydelse. Jensen publicerade 1969 och 1970 några mycket uppmärksammade och länge debatterade rapporter där han hävdade biologins betydelse för intelligensen och att det amerikanska skolsystemet borde utgå från detta.
På 1980-talet ifrågasatte James Flynn hela idén att intelligenstestet mäter intelligens utifrån undersökningar som visade på att den genomsnittliga intelligenskvoten i en folkgrupp verkar öka med tiden, den så kallade Flynneffekten.
År 1994 återstartade debatten om ras och intelligens i USA efter publikationen av The Bell Curve: intelligence and class structure in American life. Författarna Richard J. Herrnstein och Charles Murray presenterade i den ett flertal mätningar av samband mellan ras och intelligenskvot. Rapporten möttes av mycket kritik men fick också uppbackning av ett 50-tal kollegor som i slutet av 1994 publicerade ett gemensamt uttalande kallat Mainstream Science on Intelligence.
En debatt med lite annat fokus än ras och intelligens startade 2002 vid publiceringen av IQ and the Wealth of Nations. Den skrevs av professor Richard Lynn och doktor Tatu Vanhanen och är en metastudie över IQ-mätningar och visar vilka nationers befolkning som har högst medelintelligenskvot (Östasien) och vilka som har lägst (Afrika). De påvisar en korrelation mellan nationens medel-IQ och BNP per capita och framför hypotesen att medel-IQ är en av de faktorer som påverkar ett lands välstånd och tillväxt och diskuterar i hur hög grad skillnader i nationers medel-IQ kan ha biologiska och kulturella orsaker. Bokens resultat har använts av andra forskare men också kritiserats. Kritiken avser bristande dataunderlag och selektiv datamanipulering, vilket kan resultera i överdriven skillnad mellan medel-IQ i fattiga och rika länder. Kritiker menar också att bokens slutsats bygger på en sammanblandning av orsak och verkan - skillnader i medel-IQ kan förorsakas av välståndskillnader istället för tvärtom. Annan modern forskning visar att läskunnighet är korrelerat med länders ekonomiska välstånd och barns läskunnighet kan ha betydelse för deras IQ.
År 2021 publicerades Maverick: A Biography of Thomas Sowell där Sovells analyser av frågan om IQ-mätningar och etnicitet beskrivs utifrån kända fakta och undersökningar. Han har visat att IQ varierat över tid mellan generationer och inom etniska grupper på ett sätt som tillbakavisar ärftlighetshypotesen och föreställningen om varaktiga etniska skillnader.

## Ofta refererade studier över sambandet ras och intelligens
Många studier och rapporter har publicerats i frågan, både från flera länder och med olika infallsvinklar. Det finns även ett spektrum i vetenskaplig metodik mellan ett mer klassiskt naturvetenskapligt till en som mer utgår från den metodik som är vanlig inom samhällsvetenskaplig forskning.
Debatten under efterkrigstiden har varit intensivast i USA och då med fokus på jämförelse mellan vita och svarta, där studier som presenterar jämförelser i siffervärden rönt mest uppmärksamhet. Här nedan presenteras några av dessa studier, utan att belysa debatterna och ifrågasättande av de resultat som förekom i dem. Det saknas även i detta urval studier som visat på andra slutsatser, ofta med andra utgångspunkter. Något konsensus över validiteten i nedanstående resultat har aldrig rått och råder heller inte idag.
- I USA började rapporter publiceras om skillnader i uppmätta intelligenskvoter utifrån ras redan efter första världskriget. Dessa tidiga rapporter kom dock tidigt att förkastas av vetenskapsvärlden, bland annat då intelligenstesterna ansågs för mycket bygga på skolkunskaper.[38]

- År 1958 publicerade Audrey M. Shuey (1910-1977) The Testing of Negro Intelligence[39] finansierad av Pioneer Fund. Den summerades 40 års intelligenstester som involverade "vita" och "svarta". Den påvisade en 15-poängsskillnad i uppmätt intelligenskvot som varit konstant från 1910- till 1960-talet.[40]

- Arthur Jensen har publicerat flera böcker och skrifter om sambandet mellan ras och intelligens. Den andra Enviroment, heredity and intelligence[41], utgiven 1969, för också fram att det råder en 15-poängsskillnad i uppmätta kvoter mellan vita och svarta. Boken för även fram att i undersökningar av grupper om 2000 barn visas uppemot 20 poängs skillnad med "svarta" barn från sydöstra USA mot "vita" i samma område, men bara 10 poängs skillnad när gruppen kommer från nordstaterna.[42] 2005 utgav han tillsammans med andra en sammanfattning av 30 års studier.[18]

- År 1994 publicerades The Bell Curve: intelligence and class structure in American life. Författarna Richard J. Herrnstein och Charles Murray presenterade i den ett flertal mätningar av samband mellan ras och intelligenskvot. På grundval av dessa mätningar drar författarna slutsatsen att intelligens är till mellan 40% och 80% en ärvd egenskap och starkt kopplat till ras.

- IQ and the Wealth of Nations (se ovan) publicerades 2002 av professorerna Richard Lynn och Tatu Vanhanen. De visar utifrån sammanställningar de gjort av olika undersökningar och avancerade justeringar av dessa för att få jämförbara värden på befolkningens medelintelligenskvot i olika länder. Medelintelligenskvotstalen de får fram presenteras sedan som varande mellan 58 och 108 för olika nationer. Uppföljaren IQ and Global Inequality publicerades 2006.

## Folkhälsans betydelse
Aktuell forskning visar att hjärnans utveckling kan hindras till följd av infektionssjukdomar och parasitiska sjukdomar under uppväxten. Sådana sjukdomar är avsevärt vanligare i tropiska områden och i fattiga länder än i andra delar av världen. Data ger stöd för hypotesen att infektionssjukdomar är en viktig miljöfaktor som delvis kan förklara skillnaderna i IQ mellan olika regioner i världen. Hudfärg (mängd melanin uttryckt från melanocyter) har betydelse för försvaret mot infektionssjukdomar, vilket har föreslagits som en förklaring till korrelationen mellan hudfärg och IQ inom USA.
I synnerhet utvecklingsländer har uppmanats att vidta hälsoåtgärder bland barn för att förebygga försämrad kognitiv förmåga. Detta innefattar att bekämpa infektions- och parasitsjukdomar, där de vanligaste är hjärnhinneinflammation, AIDS och cerebral malaria. Andra viktiga hälsofaktorer som bör prioriteras är undernäring, drog- och alkoholexponering i livmodern, låg födelsevikt, syrebrist vid förlossningen, skallskador, blyförgiftning och endokrina sjukdomar.

## Försök till mätningar utan miljöfaktorer
Studier av adopterade barn anses av vissa författare potentiellt kunna visa eventuellt samband mellan etnicitet och medfödd intelligens, oberoende av uppväxtmiljö och inlärning. Dock finns en rad snedvridande faktorer (så kallad confounding) som inte kontrolleras i denna typ av studier, exempelvis miljöförhållanden under fosterutvecklingen (exempelvis kost, miljögifter och droger), adoptivhemsplacering och samhällets attityder till och förväntningar på barnen.
I Minnesota Transracial Adoption Study uppvisar adoptivbarn vars biologiska föräldrar är vita i genomsnitt 20 punkter högre IQ än barn till svarta biologiska föräldrar. Studien gick till så att man studerade 130 barn som adopterats av vita familjer som ekonomiskt tillhörde den övre medelklassen. Författarna menar att deras studie "inte ger säkra bevis för genetiska influenser bakom rasliga skillnader i intelligens och prestation", men anser samtidigt att "det är ytterst osannolikt att dessa skillnader antingen är helt genetiskt eller helt miljömässigt baserade".
I en stor studie av utomäktenskapliga barn till ensamstående tyska (vita) mödrar med amerikanska soldater (vita eller svarta) som fäder kunde man inte påvisa någon signifikant betydelse av faderns etnicitet. I denna typ av undersökning undvikes beroende av skillnader i miljö under fosterutvecklingen.

## Synen på sambandet mellan ras och intelligens i dagens vetenskapsvärld
Flera organisationer, främst i USA, har uttalat att det uppvisade undersökningarna visar samband mellan etnicitet och intelligens, men att det inte går att påvisa att sambandet är medfött. Enligt en forskningspublikation gjord av tre amerikanska psykologer finns "inget empiriskt stöd för en genetisk tolkning och ingen adekvat förklaring till de genomsnittliga skillnader i IQ som för närvarande finns mellan etniska grupper".
Det finns dock ett stöd för att individens intelligens har ett samband med ärvda egenskaper men oklart till hur stor del.
När det kommer till arvets betydelse ifrågasätts att ras är ett relevant begrepp att gruppera individer utifrån för att studera ärvda egenskaper. Beträffande intelligenstester ifrågasätts numera om dessa verkligen mäter intelligens som är oberoende av uppväxtmiljö. Själva grundelementen för frågeställningen över sambandet mellan ras och intelligens saknar därför idag vetenskapligt stöd och också då för något samband mellan ras och intelligens.